# Bussy-la-Pesle (Nièvre)
Bussy-la-Pesle is een gemeente in het Franse departement Nièvre (regio Bourgogne-Franche-Comté) en telt 43 inwoners (2009). De plaats maakt deel uit van het arrondissement Clamecy.

## Geografie
De oppervlakte van Bussy-la-Pesle bedraagt 5,4 km², de bevolkingsdichtheid is 8,3 inwoners per km².
De onderstaande kaart toont de ligging van Bussy-la-Pesle (Nièvre) met de belangrijkste infrastructuur en aangrenzende gemeenten.

## Demografie
Onderstaande figuur toont het verloop van het inwonertal (bron: INSEE-tellingen).